# Göblasbruck
Göblasbruck ist ein Ort und eine Katastralgemeinde der Gemeinde Wilhelmsburg im Bezirk Sankt Pölten-Land in Niederösterreich.

## Geografie
Das Dorf am linken Ufer der Traisen längs der Mariazeller Straße. Zur Katastralgemeinde zählen weiters die Ortsteile Bösendörfl, Dreihöf, Groß-Achberger, Gruber, Grubtal, Hinterleiten, Hochstraß, Hofer, Innere Leiten, Kendlgraben, Luisenhof, Mayerhof, Pichler, Sonnenberg, Strobelhof, Tritthalm, Tritthof, Wilhelmsburger Eisenwerke, Windbüchel, Zauner und einige unbenannte Lagen.

## Geschichte
Laut Adressbuch von Österreich waren im Jahr 1938 in der Ortsgemeinde Göblasbruck ein Gastwirt und ein Landwirt ansässig. Weiters gab es beim Ort die Eisen- und Stahlwarenfabrik M. Schmid und Söhne und eine Spinnerei der Harlander Baumwollspinnerei und Zwirnfabrik AG. Diese Betriebe waren an die 1913 in Betrieb genommene, elektrische Industriebahn Wilhelmsburg angebunden.

## Öffentliche Einrichtungen
In Göblasbruck befindet sich ein Kindergarten.

## Altlast
Die Wilhelmsburger Eisenwerke betrieben nördlich von Göblasbruck eine aufgelassene Kiesgrube als Deponie. Die Verfüllung erfolgte ab den frühen 1970er Jahren bis in das Jahr 1989, wo auf eine Fläche von etwa 15.000 m² ein Volumen von rund 40.000 m³ abgelagert wurden. Es handelt sich dabei vorwiegend um Gießereirückstände wie Sande und Schlacken, die im Zuge von Sanierungsarbeiten ausgehoben und entsorgt wurden. Von der ehemaligen Altablagerung gehen keine erheblichen Gefahren für die Umwelt mehr aus, die Altlast ist daher als saniert zu bewerten.

## Persönlichkeiten
- Moriz Schmid von Schmidsfelden (1836–1917), österreichischer Industrieller, verstarb im Ort